# Py Börjeson
Kersti Dagmar Elisabet ("Py") Börjeson, född 18 december 1945 i Säby församling i Jönköpings län, är en svensk politiker (socialdemokrat). Hon var stadsbyggnads- och idrottsborgarråd i Stockholm 2002–2006.